# Leptictida
Leptictida (do grego leptos "magro" + iktis "doninha, furão") é uma ordem extinta de mamíferos placentários primitivos.

## Classificação
Ordem Leptictida
- - Gênero Lainodon Gheerbrant e Astibia, 1994
  - Gênero Labes Pol, Buscalioni, Carballeira, Frances, Lopez Martinez, Marandat, Moratalla, Sanz, Sige e Villatte, 1992 
  - Gênero Gallolestes Lillegraven, 1976
  - Gênero Wania Wang, 1995
  - Gênero Praolestes Matthew, Granger e Simpson, 1929
- Família Gypsonictopidae Van Valen, 1967
  - Gênero Prokennalestes Kielan-Jaworowska e Dashzeveg, 1989
  - Gênero Gypsonictops Simpson, 1924
  - Gênero Sailestes Nessov, 1982
  - Gênero Kennalestes Kielan-Jaworowska, 1969
  - Gênero Zhelestes Nessov, 1985
  - Gênero Parazhelestes Nessov, 1994
  - Gênero Stilpnodon Simpson, 1935
- Família Kulbeckiidae Nesson, 1994
  - Gênero Kulbeckia Nesson, 1994
- Família Didymoconidae
  - Gênero Zeuctherium Tang e Yan, 1976
  - Gênero Archaeoryctes Zheng
  - Gênero Hunanictis Li, Chiu, Yan e Hsieh, 1979
  - Gênero Kennatherium
  - Gênero Ardynictis Matthew e Granger, 1925
  - Gênero Didymoconus Matthew e Granger, 1924
- Família Leptictidae Gill, 1872
  - Gênero Leptonysson Van Valen, 1967 [Paleoryctiidae?]
  - Gênero Prodiacodon Matthew, 1929
  - Gênero Palaeictops Matthew, 1899
  - Gênero Myrmecoboides Gidley, 1915
  - Gênero Xenacodon Matthew e Granger, 1921
  - Gênero Diaphyodectes Russell, 1964
  - Gênero Ongghonia Kellner e McKenna, 1996
  - Gênero Leptictis Leidy, 1868
- Família Pseudorhyncocyonidae Sigé, 1974
  - Gênero Leptictidium Obien, 1962
  - Gênero Pseudorhyncocyon Filhol, 1892